# Übergossene Alm
Übergossene Alm ist die Bezeichnung der Gipfelflur des Hochkönigs (2941 m) in den Berchtesgadener Alpen. Es handelt sich um die Reste des gleichnamigen spaltenfreien Plateaugletschers, der auf etwa 2.600 bis 2.700 m herabreicht.
Früher  bedeckte er fast das gesamte Gipfelplateau. Bis in die 1920er Jahre war er das größte Eisfeld der Nördlichen Kalkalpen, ehe ihm der Hallstätter Gletscher am Dachstein den Rang ablief. 
Das im Vergleich schnellere Abschmelzen des Hochköniggletschers wird darauf zurückgeführt, dass Plateaugletscher wie die Übergossene Alm sehr sensibel auf ein Ansteigen der Firnlinie reagieren, wodurch große Bereiche der Oberfläche vom Nähr- ins Zehrgebiet wechseln. 1888 waren rund 5,5 km² des Plateaus vereist. 2002 war die Gletscherfläche auf weniger als 1,9 km² abgeschmolzen und der Gletscher in drei kleine, spaltenfreie Teilbereiche zerfallen. Der Name des Gletschers geht auf eine Sage zurück.

## Hochplateau und seine Randberge

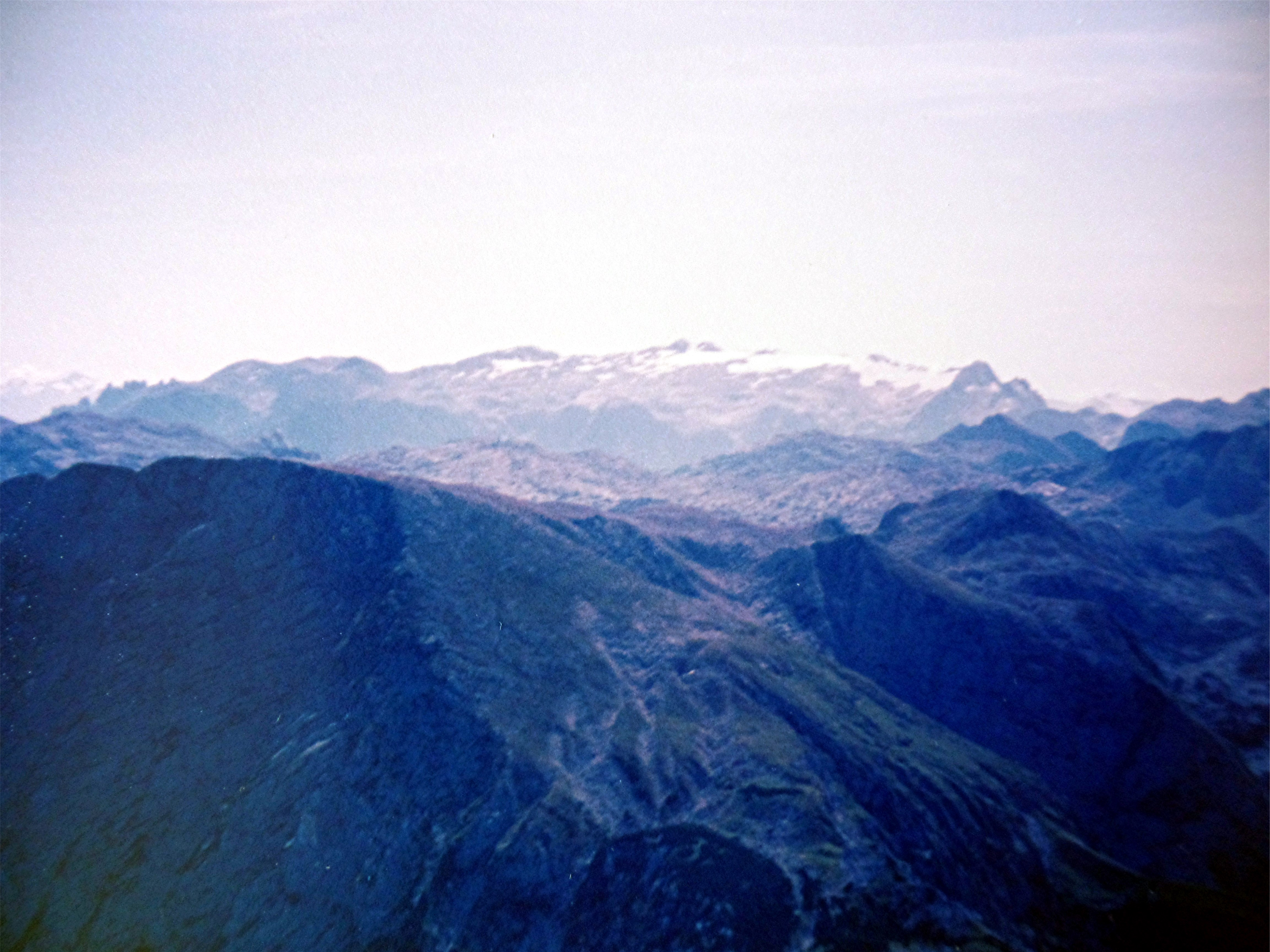
Blick vom Hohen Brett im September 1991 auf die Übergossene Alm

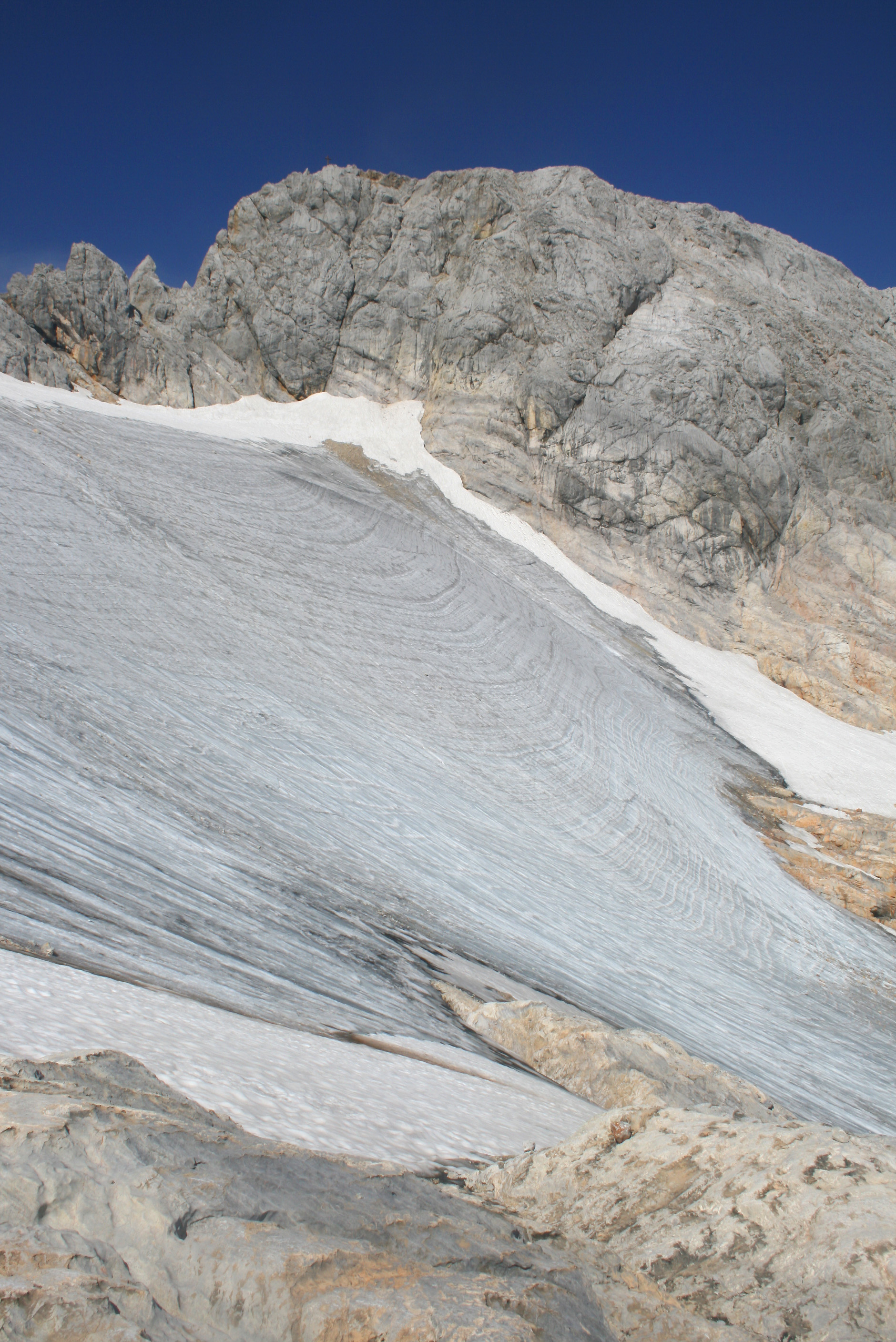
Westlicher Teil des Gletschers am Hochseiler

Der Hochkönig ist der südlichste und höchste Gebirgsstock der Berchtesgadener Alpen. Im Gegensatz zum etwa 20 km nördlich gelegenen Watzmann-Massiv besitzt er ein mäßig nach Norden geneigtes, etwa 15 km² großes Plateau, das nur nach Süden mit schroffen, bis zu 1.000 m hohen Wänden abbricht (Mandlwände).
Der Rand des Plateaus wird von mehreren hohen Zweitausendern in Form eines riesigen Ovals gebildet, von denen neben dem Hauptgipfel die markantesten (im Uhrzeiger) sind: Großer und Kleiner Bratschenkopf, Kummetstein, Lamkopf und Hochseiler (alle um 2850 m) und nach Norden/Osten zu Tenneck, Floßkogel und die Schoberköpfe (2435 bis 2710 m). Östlich der letzteren setzt die imposante Torsäule, an der sich der Aufstieg vom Arthurhaus vorbei windet, den Abschluss des Plateaus hinab zu den Seitentälern der Salzach.

## Sage vom Zufrieren der Hochalm
Nach der Sage lagen am Boden des heutigen flachen Gletschers einst saftige Wiesen und üppige Matten, wo kniehohes Gras wuchs und große Rinderherden weideten. Die Senner und Sennerinnen konnten Unmengen an Milch gewinnen und zeitweise den Käse und die Butter gar nicht mehr wegschaffen. Der reiche Verdienst und das gute Leben machten sie aber übermütig und verführten sie im Laufe der Zeit zu frevelhaftem Tun.
So sollen sie die Hörner der Stiere vergoldet und Kuhglocken aus Silber beschafft haben. Statt Wasser tranken sie zerlassene Butter und bestellten Spitzenweine aus dem Salzburger Stiftskeller. Um bei den nächtelangen Festen mit Jägerburschen besonders schöne Gesichter zu haben, badeten sich die Mägde in der Milch und schütteten den Überfluss weg, waren aber Wanderern gegenüber knausrig. Dann wurde ihr Treiben beendet.

„Die Wege zwischen ihren Hütten wurden mit runden Käslaiben gepflastert, die Fugen dazwischen mit frischer Butter ausgefüllt, damit, wie sie sagten, der Teufel etwas zu fressen habe, wenn er mit seinen Gesellen bei Nacht herankomme. Die goldgelbe Butter war ihnen gerade recht, Kugeln daraus zu formen und sich im Spiel gegenseitig zu bewerfen, kurz, sie wussten nicht mehr, was sie vor Übermut tun sollten. Sogar klingende Goldstücke warfen sie vor das Haus.“

Als aber einmal ein müder Wanderer auf die Alm kam, der sich vor Mattigkeit kaum mehr fortschleppen konnte und um Imbiss und Obdach bat, da jagten sie ihn mit harten Worten davon. „‚Der Teufel‘, riefen sie, ‚soll dir Obdach geben, wir brauchen keinen ungebetenen Gast.‘“ Und weil der Arme nicht imstande war, rasch genug wieder weiterzuziehen, gerieten sie in Zorn und bedrohten ihn mit Schlägen.

„Aber nun war das Maß ihrer Übeltaten voll, und die gerechte Strafe sollte die Schändlichen treffen. Kaum hatte sich der Wanderer entfernt, da wälzte sich von den Teufelshörnern her in dunklem, unheimlichem Gewoge ein furchtbares Unwetter heran. Ein grässlicher Sturm erhob sich und schleuderte aus dem schwarzen Gewölk eine wirbelnde Flut von Eis und Schnee auf die zu Tod erschrockenen Frevler herab. Vergebens suchten sie zu flüchten. Der Schneesturm begrub sie mit Hütten und Herden, und über den grünenden Almen lag nunmehr ewiges Eis.“

Und so liegt die einst prächtige Alm noch unter dem Eis, und man nennt die weite, weiße Schüssel zwischen dem gewaltigen Rund der Bergkämme „Übergossene Alm“.
Der Hintergrund könnte glaziologisch-klimatologisch fundiert sein und sich auf die Kleine Eiszeit nach der Warmzeit des Hochmittelalters beziehen. Oder der Hintergrund der Sage ist – so wie im benachbarten Dachsteingebirge – auf eine kupferzeitliche Almwirtschaft zurückzuführen. Franz Mandl berichtet über Nachweise von ca. 30 kupferzeitlichen Almen im Dachsteingebirge ca. 1.400 vor Chr., die um 1.000 vor Chr. verschwunden waren.